# 布盧芒德鎮區 (密蘇里州弗農縣)
布盧芒德鎮區（英語：Blue Mound Township）是位於美國密蘇里州弗農縣的一個行政鎮區。

## 地方資料
布盧芒德鎮區的面積為119.86平方千米，當中陸地面積為118.06平方千米，而水域面積為1.80平方千米。根據2020年美國人口普查的數據，當地共有人口398人，而人口密度為每平方千米3.32人。